# Crux Mathematicorum
Crux Mathematicorum ist ein kanadisches Mathematikjournal, das von der Canadian Mathematical Society herausgegeben wird. Inhaltlich ist es auf mathematisches Problemlösen ausgelegt und publiziert in mehreren Rubriken Probleme und Lösungen, die sich vor allem an Abiturienten und Studienanfänger richten.
Das Journal wurde 1975 unter dem Namen Eureka von Carleton-Ottawa Mathematics Association gegründet mit Léo Sauvé als Herausgeber. 1978 wurde es in Crux Mathematicorum umbenannt um nicht mit einer bisher gleichnamigen Zeitschrift der Cambridge University Mathematical Society verwechselt zu werden. Die Canadian Mathematical Society übernahm 1985 die Publikation und bald danach wurde G. W. Sands der neue Herausgeber, dem 1996 Bruce L. R. Shawyer nachfolgte. Das Journal wurde 1997 mit dem ebenfalls von der Canadian Mathematical Society herausgegebenen Journal Mathematical Mayhem zusammengelegt und heißt seitdem Crux Mathematicorum with Mathematical Mayhem. Jim Totten wurde 2003 der neue Herausgeber, der wiederum 2008 durch Václav Linek ersetzt wurde.